# Деянович, Никола
Никола Деянович (серб. Никола Дејановић, родился 21 февраля 1969 года в Осиеке) — бригадный генерал Вооружённых сил Сербии, командующий Гвардией Сербии в 2022—2024 годах. В прошлом — участник миротворческих миссий ООН в Центрально-Африканской Республике.

## Биография
Окончил Военную академию сухопутных войск Югославии (пехотный факультет) в 1992 году, курсы повышения квалификации командно-штабного состава в 2006 году, курсы повышения квалификации при Генеральном штабе в 2010 году и Высшие курсы безопасности и обороны в 2020 году.
В рядах югославской и сербской армий с 1992 года. Будучи военнослужащим Вооружённых сил Союзной Республики Югославии и Вооружённых сил Сербии и Черногории, служил в рядах 72-й специальной бригады (до её расформирования), в разведывательно-диверсионном батальоне. В бригаде занимал следующие должности:
- командир взвода диверсионной роты разведывательно-диверсионного батальона
- командир разведывательно-диверсионной роты разведывательно-диверсионного батальона
- заместитель командира разведывательно-диверсионного батальона
- командир разведывательно-диверсионного батальона

После образования в 2006 году Специальной бригады продолжил службу в её составе, занимая следующие должности
- начальник оперативно-учебного отдела
- начальник отдела информационно-разведывательной деятельности
- помощник командира по операциям

Также занимал в Вооружённых силах Сербии должности:
- начальник штаба 4-й бригады
- командующий сербским контингентом миротворческой миссии ООН в ЦАР
- заместитель начальника Центра миротворческих операций
- командующий развитием Банатской бригады при Учебном командовании
- командир гарнизона Зренянина (с 2018 года)[3]
- начальник штаба Учебного командования (с 2019 года)[4]
- заместитель начальника Учебного командования

20 января 2021 года произведён в бригадные генералы.
25 февраля 2022 года назначен на должность командующего Гвардией Сербии.
4 апреля 2024 года на должности командующего Гвардией Сербии его сменил полковник Желько Фурунджич.

## Награды
Отмечен следующими орденами и медалями:
- Медаль «50 лет Югославской народной армии» (1991)
- Медаль «За заслуги в области обороны и безопасности» (2000)
- Юбилейная медаль Вооружённых сил Сербии[серб.] (2015)
- Медаль участника боевых действий на территории СРЮ (2015)
- Памятная медаль «За усердную службу в течение 20 лет» (2016)
- Медаль участника Миссии ООН в ЦАР (2016)
- Памятная медаль участника многонациональных операций на командно-штабных должностях (2017)
- Медаль за развитие сотрудничества Вооружённых сил Сербии и Миссии ЕС в обучении сил безопасности ЦАР (2017)
- Медаль участника боевых действий на территории Республики Сербия (2019)
- Памятная медаль 20-летия защиты Отечества от агрессии НАТО[серб.] (2019)
- Офицерская медаль «За выдающиеся достижения на военной службе» (2021)
- Медаль участника боевых действий на территории СФРЮ (2022)

## Воинские звания
| Подпоручик | Поручик | Капитан | Капитан 1-го класса | Майор | Подполковник | Полковник | Бригадный генерал |
| ---------- | ------- | ------- | ------------------- | ----- | ------------ | --------- | ----------------- |
|            |         |         |                     |       |              |           |                   |
| 1992       | 1993    | 1996    | 1999                | 2003  | 2007         | 2011      | 2021              |